# تشارلز رودن باكستون
تشارلز رودن باكستون (بالإنجليزية: Charles Roden Buxton)‏ (27 نوفمبر 1875 - 16 ديسمبر 1942) محسن وسياسي إنجليزي في الحزب الليبرالي البريطاني الراديكالي وانضم لاحقًا إلى حزب العمل. نجا من محاولة اغتيال أثناء مهمة في البلقان في عام 1914.

## النشأة
وُلد في لندن، الابن الثالث للسير توماس باكستون والبارونة الثالثة. كان شقيقه الأكبر نويل باكستون شخصية بارزة في السياسة البريطانية، وكذلك ابن عمه سيدني باكستون.
نشأ في عقار العائلة في إسيكس وتلقى تعليمه في كلية هارو وترينيتي في كامبريدج، إذ حصل على المركز الأول في الكلاسيكيات وأصبح رئيس اتحاد كامبريدج. سافر إلى جنوب أستراليا بعد مغادرته الجامعة، حيث كان والده محافظًا، بالإضافة إلى مواقع أخرى في فرنسا والشرق الأقصى والهند وأمريكا.
اهتم بالقانون واُستدعي إلى نقابة المحامين في عام 1902. ألقى محاضرات في كلية مورلي وكان رئيسًا لها في الفترة من 1902 إلى 1910. كتب مقالات حول مواضيع مختلفة وأشرف على تحرير مراجعة ألباني في الفترة من 1906 إلى 1908.
تزوج من دوروثي فرانسيس جيب في عام 1904. على الرغم من ثراء عائلة جيب، إلا أن لديها ضميرًا اجتماعيًا قويًا والتزامًا بالخدمة العامة؛ أسست والدتها، إيغلانتين لويزا جيب جمعية الفنون والصناعات المنزلية، لتشجيع الفنون والصناعات اليدوية بين الشباب في المناطق الريفية، ساعدت شقيقتها لويزا في تأسيس جيش الأرض النسائي في الحرب العالمية الأولى، شاركت دوروثي وشقيقتها إيغلانتين جيب في تأسيس المؤسسة الخيرية الدولية وحركة إنقاذ الطفولة.
عاشت عائلة باكستون حياة مُوفرة - أخطأوا في بعض الأحيان بسبب سفرهم على الأقدام، في جولات المشي في جنوب إنجلترا - وانتقلوا إلى كينينغتون، وهي منطقة للطبقة العاملة في لندن. أنجبا طفلين وانتقلوا لاحقًا إلى منطقة غولديرز غرين الأكثر ثراءً.

## حياته المهنية السياسية

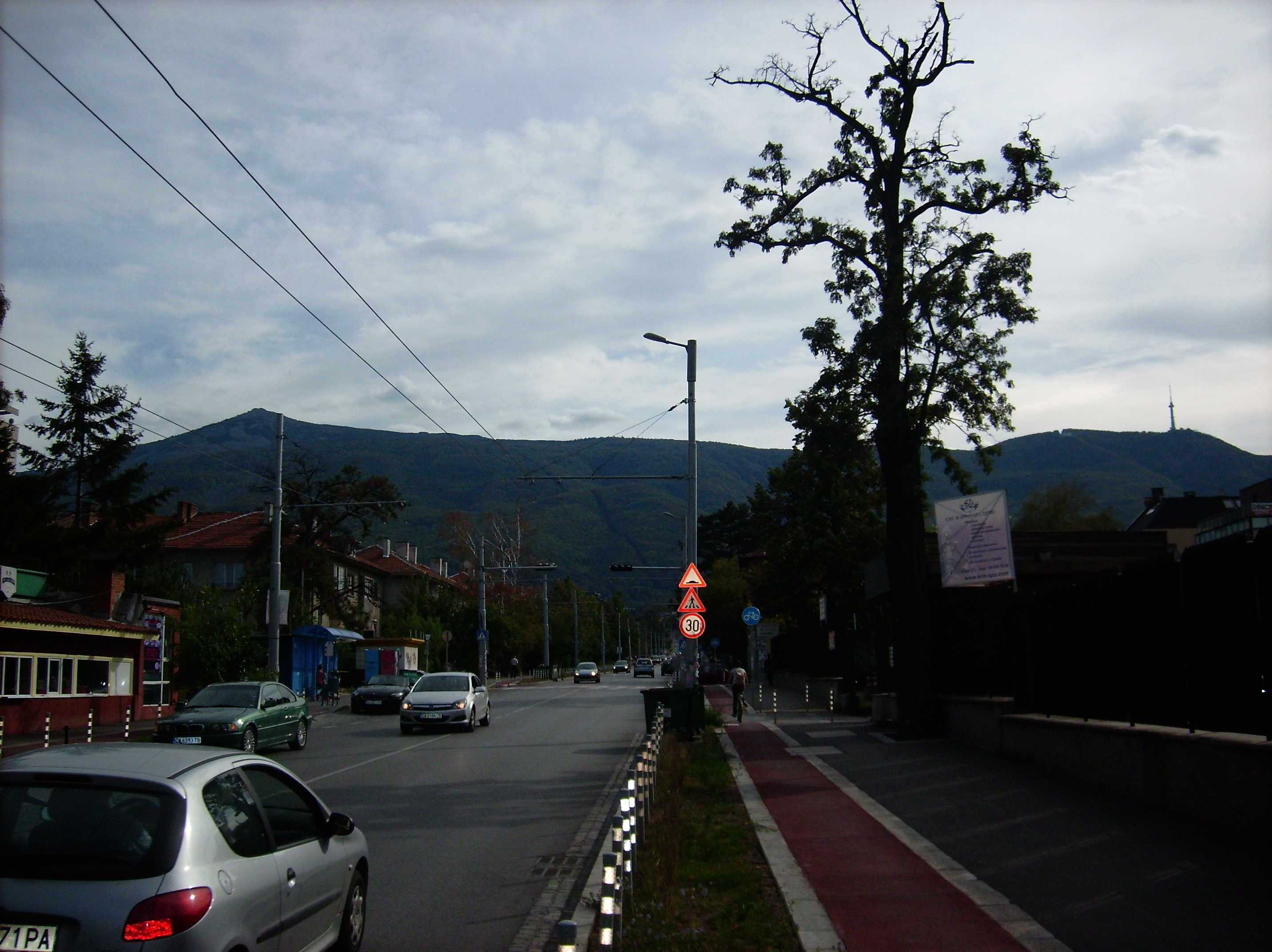
بوليفارد براذرز بوكستون في صوفيا، بلغاريا

نزل كمرشح ليبرالي في هيرتفورد في عام 1906 وآشبورتون في عام 1908. اُنتخب في النهاية كعضو برلماني في آشبورتون في عام 1910 لكنه خسر مقعده في الانتخابات الثانية لنفس العام. كان هو وشقيقه نويل في طريقهما إلى بلغاريا في عام 1914. توقفوا في بوخارست، رومانيا في أكتوبر عام 1914. تعرضا لمحاولة اغتيال أثناء وجودهما هناك، على يد الناشط التركي حسن تحسين. أطلق رصاصة على رئة باكستون، لكنه نجا. كما أُصيب شقيقه في الفك. قُبض على تحسين وأُرسل إلى السجن لمدة خمس سنوات.
كان واحدًا من الأقلية المُناقشة لمفاوضات السلام خلال الحرب العالمية الأولى، وأحد مؤسسي اتحاد السيطرة الديمقراطي. ترك الحزب الليبرالي في عام 1917 وانضم إلى حزب العمل المستقل. أُعجب كثيرًا بما رآه، أثناء عمله كسكرتير لوفد حزب العمل في الاتحاد السوفيتي في عام 1920، وكتب كتابًا عن ذلك، في قرية روسية (عام 1922). نافس أكرينغتون في حزب العمل وخسر في عام 1918، وفاز بالمقعد في عام 1922، وخسر مرة أخرى في عام 1923. فاز بمقعد إيلاند في عام 1929، لكنه هُزم في عامي 1931 و1935.
كان باكستون أكثر فاعلية دائمًا وراء الكواليس، إذ عمل كمستشار سياسي للقضايا الأجنبية والاستعمارية لحزب العمال. أبدى اهتمامًا خاصًا بحقوق مواطني أفريقيا، وسافر كثيرًا داخل القارة.
أصبح عضوًا مع دوروثي في جمعية الأصدقاء. كانوا نشطاء متحمسين من أجل السلام، وانتقدوا الظلم الواقع على ألمانيا في معاهدة فرساي. ناقشوا إمكانية تحقيق السلام من خلال رد المظالم الألمانية، قبل وقت قصير من اندلاع الحرب العالمية الثانية. كان اندلاع الحرب خيبة أمل كبيرة لهم على حد سواء. تقاعد تشارلز من السياسة في عام 1939 وعاش في منزل ابنته في بيسليك، ساري، حيث تُوفي ودُفن في عام 1942. ترك معظم ممتلكاته للمؤسسات الخيرية، على الرغم من أن لديه طفلين.

## مناصب
تولى منصب عضو برلمان المملكة المتحدة الـ35 ‏ (30 مايو 1929–7 أكتوبر 1931)
- عضو برلمان المملكة المتحدة الـ32 ‏ (15 نوفمبر 1922–16 نوفمبر 1923)
- عضو برلمان المملكة المتحدة الـ29 ‏ (15 يناير 1910–28 نوفمبر 1910)

.

## التعليم
تعلم في مدرسة هرو، وتعلم في كلية الثالوث، كامبريدج
.